# شمسان (الحد)

تعديل مصدري - تعديل

شمسان هي إحدى قرى عزلة الحد بمديرية الحد التابعة لمحافظة لحج، بلغ تعداد سكانها 602 نسمة حسب تعداد اليمن لعام 2004.